# Олесевич, Сигизмунд Станиславович
Сигизму́нд Станисла́вович Олесе́вич (20 июня (2 июля) 1891, предположительно местечко Бабин — 12 мая 1972, Париж) — живописец, график. Работал под псевдонимами Оль, Сигма, S.Oles, Sigismond, Jean Olin и др. Муж художницы Варвары Констан.

## Биография
Родился Сигизмунд Олесевич в 1891 году предположительно в местечке Бабин, рос без отца — его воспитанием занималась мать.
Не позднее 1899 переехал в Одессу, где с 1899 по 1907 год обучался в Одесском реальном училище святого Павла. С 1907 по 1909 годы обучался в частном коммерческом училище Г. Файта, где учился рисованию у К. Костанди и А.Остроменского.
На 1907 год приходится его дебют в качестве художника — обложка и иллюстрации к сборнику молодых польских писателей Одессы «Ofiary życia».
В начале 1910 годах — переехал во Францию, жил в Париже.
В годы Первой мировой войны вернулся в Одессу (предположительно — в 1916 году). Публиковал в одесских журналах рисунки и карикатуры — в «Стрелы» (1917), «Бомба» (1917, 1919), «Яблочко» (1918).
Весной 1918 Олесевич вместе с С. Фазини и В.Предаевичем организовали ателье декоративной живописи ПОФ. С осени 1918 года — преподавал в Свободной академии Общества независимых художников, работал в комиссии по оценке и распределению художественных ценностей при подотделе пластических искусств Губнаробраза, временно исполнял обязанности заведующего «музея Руссова».
В 1921 или 1922 году эмигрировал, жил в Париже.
Кроме написания картин, иллюстрировал книги для детей издательства Дюшартра, например, «Жанну д’Арк» Ж. Ж. Брюссона (1928). Также иллюстрировал малотиражные библиофильские издания: «Нос» Н.Гоголя (1930), «Исповедь сына века» А. де Мюссе (1931).
В 1935 году вступил в Парижскую группу польских художников, в которой входил в состав оргкомитета.
Часть работ Олесевича были в составе коллекции Перемена, в настоящее время — в коллекции фонда «Украинский авангард».

## Участие в выставках
- Выставка польских художников (Одесса, 1910)
- Осенний салон (Париж, 1913)
- Салон независимых (Париж, 1914)
- Весенняя выставка (Одесса, 1914)
- Выставка 1916 года (Одесса)
- Выставки Общества независимых художников (1917—1919)
- Выставка ООИИ (лето 1918)
- Первая народная выставка (1919)
- Конкурс плакатов политуправления Одесского военного округа (1919, 1-я и 2-я премии).
- Осенний салон (Париж, 1920-е, 1930-е)
- Салон независимых (Париж, 1920-е, 1930-е)
- Салон Тьюильри (Париж, 1920-е, 1930-е)
- Выставки польских художников во Франции (Париж, 1920-е, 1930-е)
- Выставка живописи Олесевич и Констан (Париж, галерея Le Portique, апрель 1925)
- Персональная выставка (Париж, галерея Quatre Chemins, 1931)